# 利森名園
利森名園，是日本現役純種競賽馬匹。目前主要勝利有2023年函館紀念及產經賞。

## 出賽前
2019年2月10日出生於北海道安平町北部牧場，成長途中於一口馬主俱樂部Sunday Racing Co. Ltd.進行馬主募集。
其後交由美浦訓練中心練馬師田中博康訓練。

## 競賽生涯

### 2歲
2021年9月4日出戰新潟競馬場2歲新馬戰，比賽初段隨即墮後至最後方等待時機，在直路上瞬間加速下迫近前方，最終以第二完賽。
11月20日出戰2歲未勝利戰，比賽初段面對快步速下進佔中團位置穩步推進，但在直路上仍然未能超越所有對手，再度取得第二的戰績。

### 3歲
2022年首戰為3歲未勝利戰，本次比賽有別於從前，選擇以先頭戰術展開賽事，並在彎道處取得領先。進入直路後，其繼續在前方位置展開加速，最終以4馬位優勢取得首勝。
其後出戰山藤賞，比賽初段處於中團位置等待時機，但在對面直路中段沿着外檔位置變奏上前，於第三彎道處經已取得領先。進入直路後，其仍然可以施展不俗的加速力，轟出優秀的末腳速度下迅速彈離對手，最終拉開後方7馬位大勝。
秋季首次出戰分級賽聖烈特紀念，繼續採用居中戰術下在直路稍微移出中檔位置望空，雖然加速時戰績不俗的衝勢，但仍然無法迫近地神力及一勝再勝，以第三的戰績完賽。

### 4歲
2023年首戰為4歲以上兩捷馬戰，採取先行戰術下在第三彎道徐徐上線，在直路上逐步縮窄和前方距離下成功取得勝利。
3月19日出戰角宿一錦標，在第四彎道取得領先下於進入直路後未能堅守位置，最終被其他賽駒超越以第五落敗。
2個月後以紫草賞作為目標，在中團位置展開推進下於直路瞬間進入狀態，逐步蠶食前方對手下成功超前，以3/4馬位優秀率先衝線取得勝利。
夏季未有休養下在7月出戰函館紀念，比賽初段維持在中團位置等待時機，沿途一直守在有利的遮擋中減省體力消耗。進入直路後，其在中內欄位置逐步向前推進，在中後段和領先的赤百合平頭後繼續拉開對手，最終以2馬位優勢取得首個分級賽冠軍。
進入秋季後以產經賞作為起動戰，比賽途中一直保持在先頭約莫第五的位置，直至最後彎道才稍為外閃望空。進入直路後，其在外檔位置瞬間嚮應騎師李慕華的指揮展開加速，爆發出優秀的末腳速度下超越領放馬領銜，達成分級賽連勝。
未有前往秋季天皇賞下在12月遠征香港出戰香港盃，然而在比賽途中一直未能從中後方位置突圍而出，最終以第八落敗。

### 5歲
2024年首戰為大阪盃，比賽初段其選擇在中後方位置展開推進，然而進入對面直路後，騎師戶崎圭太察覺步速較慢，因而指揮其上前至前方第二的位置。進入直路後，縱然提速加速上前，但其仍然可以維持不俗的走勢，最終僅於纏鬥中敗於寶徠歌劇取得亞軍。
6月23日出戰寶塚紀念，本次比賽繼續於中團靠後位置展開推進，同時最比賽途中亦有稍為提速。進入直路後，其在前方集團的位置中繼續保持走勢，但稍為力弱下最終敗於響號、初日高升、寶徠歌劇及草如茵取得第五的戰績。
休養過後在秋季以每日王冠作為目標，然而賽事距離過短下其無法在比賽途中展現自身的加速力，最終一直在中團位置徘徊下以第十落敗。
11月陣營安排其遠征美國，以育馬者盃草地大賽作為目標。比賽開始後，其因為稍微慢閘處於較後的位置，但於通過第三、四彎道時逐步從外檔上前。進入直路後，其仍然於外檔位置展開加速並一度跑出不俗的衝刺，可惜仍然未能追上佔先的桀驁之戀，以頭位差距憾負。
回國後出戰有馬紀念，保持在中團後方位置展開推進下在直路上無法迫近前方的對手，最終僅以第八的戰績完賽。

### 6歲
2025年首戰選擇為遠征澳洲的女皇伊利沙伯錦標，比賽初段保持在中團靠後外疊的位置推進，於途中嘗試變奏上前但不明顯。進入直路後，其在外檔位置以望空的姿態展開加速，可惜未能成功衝前下以第六的戰績落敗。
回國後選擇以寶塚紀念作為目標，賽前原定由池添謙一策騎，但在其於函館短途錦標墮馬受傷下改為菱田裕二執繮。比賽開始後，其保持在中團內欄位置推進，但在直路上毫無衝勢下最終以第十五落敗。

### 詳細賽績
| 日期       | 舉辦國家/地區 | 馬場   | 距離   | 級別 | 賽事名稱         | 負重 | 騎師     | 馬號 | 出馬 | 名次 | 時間     | 頭馬（二馬） |
| ---------- | ------------- | ------ | ------ | ---- | ---------------- | ---- | -------- | ---- | ---- | ---- | -------- | ------------ |
| 4/9/2021   | 日本          | 新潟   | 草2000 |      | 2歲新馬          | 54   | 菅原明良 | 3    | 10   | 2    | 2:05.1   | Candescent   |
| 20/11/2021 | 日本          | 東京   | 草2000 |      | 2歲未勝利        | 55   | 李慕華   | 11   | 14   | 2    | 1:59.3   | 花海爭榮     |
| 13/2/2022  | 日本          | 東京   | 草1800 |      | 3歲未勝利        | 56   | 李慕華   | 3    | 16   | 1    | 1:47.3   | （火之勁舞） |
| 16/4/2022  | 日本          | 中山   | 草2000 |      | 山藤賞           | 56   | 李慕華   | 8    | 9    | 1    | 2:00.3   | （赤耀輝）   |
| 19/9/2022  | 日本          | 中山   | 草2200 | GII  | 聖烈特紀念       | 56   | 李慕華   | 1    | 13   | 3    | 2:12.3   | 地神力       |
| 5/1/2023   | 日本          | 中山   | 草2000 |      | 4歲以上兩捷馬    | 57   | 戶崎圭太 | 1    | 14   | 1    | 2:00.2   | （本色天生） |
| 19/3/2023  | 日本          | 中山   | 草1800 |      | 角宿一錦標       | 58   | 戶崎圭太 | 10   | 16   | 5    | 1:49.2   | 北世界       |
| 28/5/2023  | 日本          | 東京   | 草1800 |      | 紫草賞           | 57   | 連達文   | 5    | 17   | 1    | 1:45.1   | （佳日）     |
| 16/7/2023  | 日本          | 函館   | 草2000 | GIII | 函館紀念         | 56   | 李慕華   | 9    | 16   | 1    | 2:01.4   | （赤百合）   |
| 24/9/2023  | 日本          | 中山   | 草2200 | GII  | 產經賞           | 57   | 李慕華   | 13   | 15   | 1    | 2:12.0   | （領銜）     |
| 10/12/2023 | 香港          | 沙田   | 草2000 | GI   | 香港盃           | 57   | 連達文   | 4    | 11   | 8    | 2:02.76  | 浪漫勇士     |
| 31/3/2024  | 日本          | 阪神   | 草2000 | GI   | 大阪盃           | 58   | 戶崎圭太 | 2    | 16   | 2    | 1:58.2   | 寶徠歌劇     |
| 23/6/2024  | 日本          | 京都   | 草2200 | GI   | 寶塚紀念         | 58   | 戶崎圭太 | 10   | 13   | 5    | 2:12.9   | 響號         |
| 6/10/2024  | 日本          | 東京   | 草1800 | GII  | 每日王冠         | 57   | 戶崎圭太 | 9    | 14   | 10   | 1:45.6   | 幸運銀幣     |
| 2/11/2024  | 美國          | 德爾馬 | 草2400 | GI   | 育馬者盃草地大賽 | 57   | 李慕華   | 1    | 13   | 2    | 2:26.0   | 桀驁之戀     |
| 22/12/2024 | 日本          | 中山   | 草2500 | GI   | 有馬紀念         | 58   | 馬昆     | 6    | 15   | 7    | 2:32.3   | 蕾麗宮       |
| 12/4/2025  | 澳洲          | 蘭域   | 草2000 | GI   | 女皇伊利沙伯錦標 | 59   | 李慕華   | 2    | 15   | 6    | 記錄缺失 | 精緻之道     |
| 15/6/2025  | 日本          | 阪神   | 草2200 | GI   | 寶塚紀念         | 58   | 菱田裕二 | 3    | 17   | 15   | 2:13.8   | 名將田原     |

## 血統簡介
父系無敵先鋒爲英國賽駒，生涯戰績優秀，曾勝出一級賽英皇佐治六世及皇后伊利沙伯錦標，退役後被社台集團引入至日本作配種馬之用。祖父單色里爲英國生產的法國賽駒，生涯戰績不俗，曾勝出二級賽山谷百合錦標，亦於一級賽法國二千堅尼、森林大賽及薩塞克斯錦標跑獲亞軍。
母系Reinette Groove為日本賽駒，生涯僅勝出條件戰級別的賽事，但雌系血統優秀，出自Dyna Carle一族。外祖父夏威夷王爲日本賽駒，生涯戰績極爲優秀，僅得一戰未能獲勝，曾勝出一級賽NHK一哩賽及東京優駿（日本打吡），爲日本史上首匹贏得變則二冠的賽駒。

### 血統表
| 父線：單色系（北地舞人系）                |                                |          |                |
| 種馬 無敵先鋒 2006年（棗色）              | 單色里 1996年（深棗色）        | 丹山     | 單色           |
| 種馬 無敵先鋒 2006年（棗色）              | 單色里 1996年（深棗色）        | 丹山     | Razyana        |
| 種馬 無敵先鋒 2006年（棗色）              | 單色里 1996年（深棗色）        | Hasili   | Kahyasi        |
| 種馬 無敵先鋒 2006年（棗色）              | 單色里 1996年（深棗色）        | Hasili   | Kerali         |
| 種馬 無敵先鋒 2006年（棗色）              | Penang Pear 1996年（棗色）     | Bering   | Arctic Tern    |
| 種馬 無敵先鋒 2006年（棗色）              | Penang Pear 1996年（棗色）     | Bering   | Beaune         |
| 種馬 無敵先鋒 2006年（棗色）              | Penang Pear 1996年（棗色）     | Guapa    | Shareef Dancer |
| 種馬 無敵先鋒 2006年（棗色）              | Penang Pear 1996年（棗色）     | Guapa    | Sauceboat      |
| 繁殖雌馬 Reinette Groove 2010年（深棗色） | 夏威夷王 2001年（棗色）        | 金滿寶   | 淘金者         |
| 繁殖雌馬 Reinette Groove 2010年（深棗色） | 夏威夷王 2001年（棗色）        | 金滿寶   | Miesque        |
| 繁殖雌馬 Reinette Groove 2010年（深棗色） | 夏威夷王 2001年（棗色）        | Manfath  | 最後大官       |
| 繁殖雌馬 Reinette Groove 2010年（深棗色） | 夏威夷王 2001年（棗色）        | Manfath  | Pilot Bird     |
| 繁殖雌馬 Reinette Groove 2010年（深棗色） | Into the Groove 2001年（棗色） | 週日寧靜 | Halo           |
| 繁殖雌馬 Reinette Groove 2010年（深棗色） | Into the Groove 2001年（棗色） | 週日寧靜 | Wishing Well   |
| 繁殖雌馬 Reinette Groove 2010年（深棗色） | Into the Groove 2001年（棗色） | 氣槽     | 東來兵         |
| 繁殖雌馬 Reinette Groove 2010年（深棗色） | Into the Groove 2001年（棗色） | 氣槽     | Dyna Carle     |
| 雌系：號族：8-f                           |                                |          |                |
| 五代內近親交配：北地舞人 5×5              |                                |          |                |

## 命名由來
名字Rousham Park（ローシャムパーク）出自位於英國牛津郡西牛津郡的同名英式庭園，香港採用音譯及意譯結合的方式，翻譯為「利森名園」。

## 外部連結
- 利森名園 netkeiba.com
- 血統表